# 알탈라바 SC
알탈라바 SC(아랍어: نادي الطلبة, 영어: Al-Talaba Sport Club)는 이라크 바그다드의 축구단이다. "탈라바"는 아랍어로 "학생"을 뜻한다.
이 클럽은 1969년 12월 17일에 알자메아(아랍어: الجامعة, 영어: Al-Jameaa)라는 이름으로 창단했으며 1977년 2월 27일에 클럽 이름을 현재의 명칭으로 변경했다.

## 성적
- 이라크 프리미어리그 우승

우승 (5): 1981, 1982, 1986, 1993, 2002
- 이라크 FA컵 우승

우승 (2): 2002, 2003

## 선수 명단

### 현역
참고: FIFA 자격 규정에 따라 소속된 국가대표팀 국기를 표시합니다. 선수는 복수의 FIFA 비회원국 국적을 가지고 있을 수 있습니다.
| 번호 | 포지션 | 국적     | 이름          |
| ---- | ------ | -------- | ------------- |
| 27   | FW     | 탄자니아 | 사이먼 므수바 |

| 번호 | 포지션 | 국적 | 이름 |
| ---- | ------ | ---- | ---- |

## 역대 감독
| 감독          | 임기        |
| ------------- | ----------- |
| 라디 셰나이실 | 2009 ~ 2010 |
| 바심 카심     | 2024 ~      |